# Krystian Kuczkowski

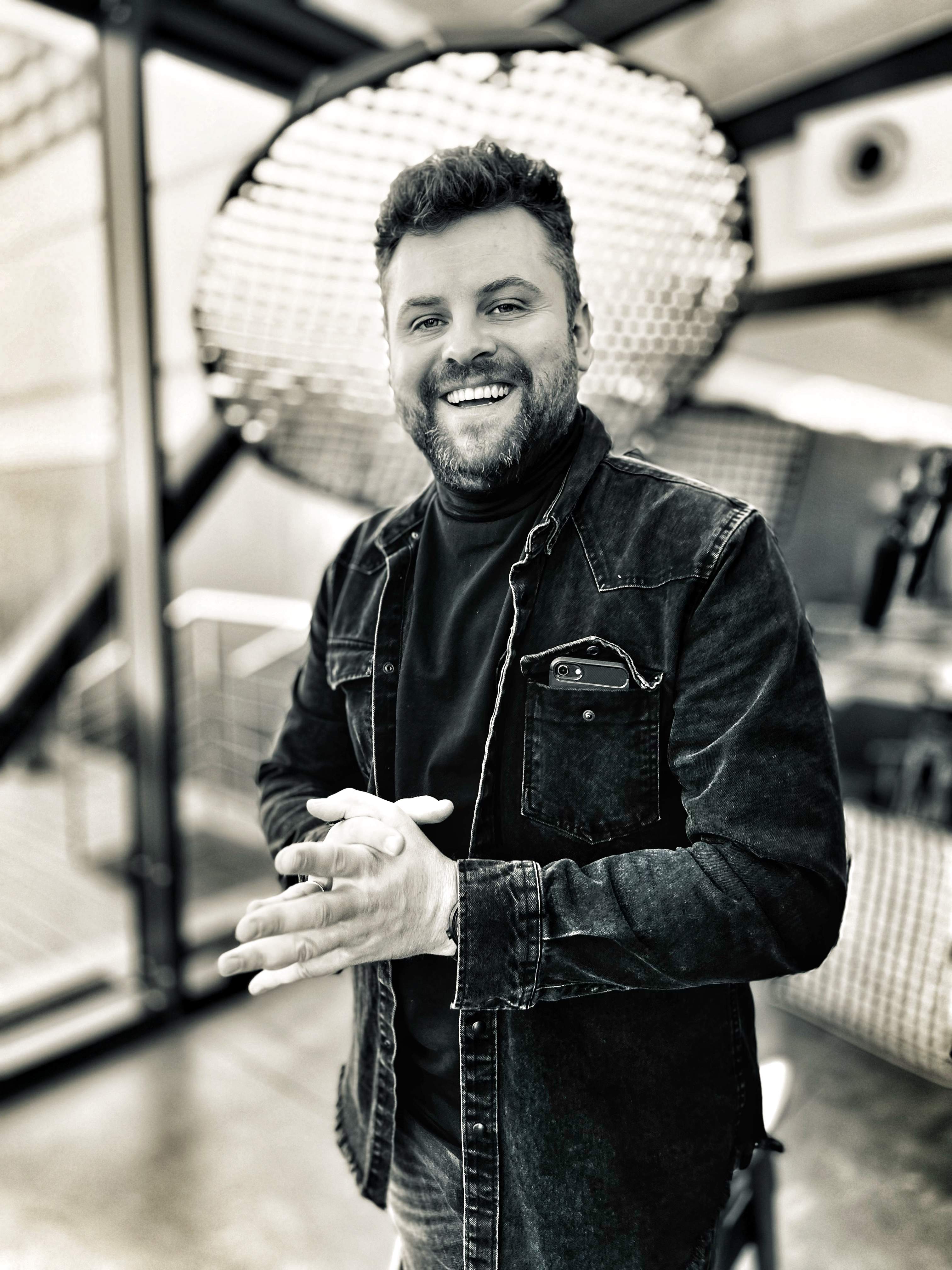
Krystian Kuczkowski

Krystian Kuczkowski (ur. 11 lutego 1985 w Pińczowie) – reżyser filmów dokumentalnych, autor i wydawca programów telewizyjnych.
Były dyrektor programowy Telewizji Polskiej 
Współreżyser filmów dokumentalnych pt.: "Krzysztof Krawczyk - całe moje życie", "Maryla. Tak kochałam" oraz "ANIA".